# Paul Nilsson
Lars Johan Paulinus (Paul) Nilsson, född 22 juni 1866 i Längjums församling, Skaraborgs län, död 28 oktober 1951 i Skövde församling, Skaraborgs län, var en svensk prästman, poet och författare.
Han gav ut flera psalmboksförslag.
Nilssons verk är fria från upphovsrättsligt skydd sedan utgången av år 2021.

## Familj och uppväxt
Nilssons farfar var dalkarl och hans far var klockare och folkskollärare.

## Utbildning
Redan under sin skoltid var Nilsson mycket intresserad av historia.
Nilsson avlade teoretisk och praktisk teologisk examen vid Uppsala universitet 1890.

## Arbetsliv
Nilsson prästvigdes i Skara stift år 1891 och tjänstgjorde därefter som församlingspräst i Skara stift under hela sin yrkesverksamma tid.
Han innehade prästtjänster i Lekåsa, Levene, Tived, Ryda och Gudhem. Han blev kyrkoherde i Häggum 1909, i Sjogerstad 1922.
Han samlade in medel som användes för att uppföra Skövde soldathem 1917.
Nilsson anses ha gjort en stor insats som initiativtagare till kyrkokörer. Han var både initiativtagare till, och mångårig ordförande för, Västergötlands sångarförbund och Västergötlands körförbund.
Nilsson blev aldrig medlem i någon officiell psalmbokskommitté, trots att han tidvis själv önskade det. Han var besviken över att hans insatser för arbetet med en ny psalmbok inte utnyttjades mera av de som ledde arbetet.

## Verk

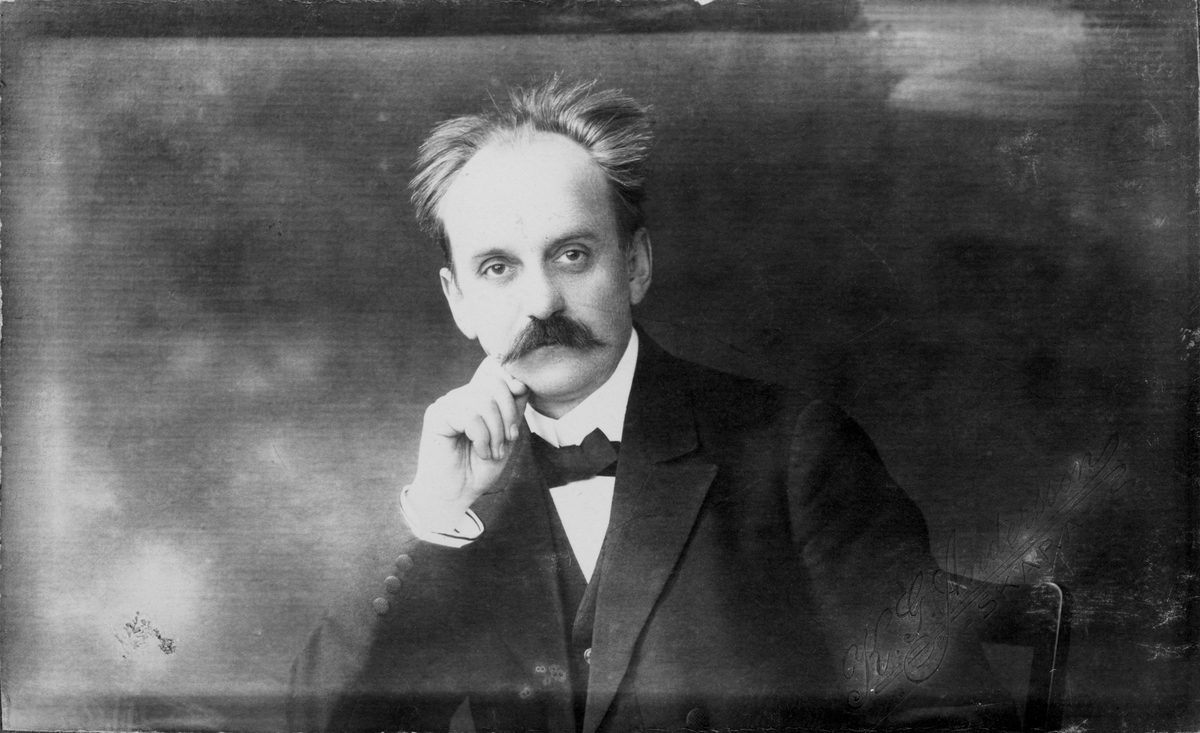
Ivar Widéen tonsatte ofta Paul Nilssons sånger och hymner.

Nilssons mest kända icke-kyrkliga dikt tros vara "Hymn till Västergötland". Hans sånger och hymner var ofta tonsatta av Ivar Widéen som var domkyrkoorganist i Skara.
Nilsson utgav flera religiösa diktsamlingar, psalmboksförslag, predikosamlingar varibland mest känd Gud med oss. Fältpredikningar (3 band 1904-08) och läroböcker.
Nilsson finns representerad i 1986 års psalmbok med sju originalverk (nr 98, 110, 135, 161, 168, 415 och 597) därtill en bearbetning (nr 93).
I 1937 års psalmbok finns han representerad med 11 verk (nr 47, 70, 129, 239, 242, 248, 413, 498, 505, 530 och 596).
Några av Paul Nilssons texter är tonsatta av Otto Olsson i dennes Advents och julsånger op. 33, (för blandad kör och orgel), bland annat den mycket populära Advent, som framförs av många kyrkokörer Första söndagen i advent. Vidare Julsång, Det brinner en stjärna i Österland och Jungfru Marias lovsång.

### Psalmer
- Ett vänligt ord kan göra under (1986 nr 98) skriven 1933
- Gud är mitt ibland oss översättning av Gerhard Tersteegens text. Finns i Kyrklig sång 1928 nr 25 a.
- Gud, vår Gud, för världen all (1986 nr 99) bearbetad 1916 och 1934 (varav vers nio nyskriven) men inte omnämnd som hans upphov i 1986 års psalmbok
- Han kommer i sin kyrka (1986 nr 110) skriven 1905
- Helige Ande, låt nu ske (1986 nr 161) skriven 1934
- I makt utan like (1921 nr 540, 1986 nr 415) skriven 1906
- Jerusalem, du högtbelägna stad (1937 nr 596) bearbetad 1916 Finns på Wikisource. i Carl Axel Toréns version.
- Jesus, Guds Son, träd in i denna skara (1986 nr 93) bearbetat översättningen 1908
- Kom inför Herren med tacksamhet (1986 nr 168) skriven 1908
- Konung och Präst, träd in i denna skara (1937 nr 239) bearbetad 1908
- När stormen ryter vilt på hav (1921 nr 639, 1986 nr 597) skriven 1914
- När till Jordan vår Herre drog (1921 nr 554)
- Se, vi går upp till Jerusalem (1986 nr 135) skriven 1906

### Profana sånger
- Jag hälsar dig, Västgötarike, landskapssång

## Utmärkelser, hedersuppdrag och omnämnanden
Nilsson var extra ordinarie hovpredikant 1908.
Han var hedersledamot av Västgöta nation i Uppsala.
Selma Lagerlöf skrev 1915 att Nilsson var den mest begåvade av de nya psalmförfattarna.